# Robert Karas
Robert Karas né en 1989 à Elbląg en Pologne est un sportif pratiquant l'ultra-triathlon où il est détenteur de plusieurs records du monde depuis 2018.

## Palmarès en ultra-triathlon
Le tableau suivant présente les résultats les plus significatifs (podiums) obtenus sur le circuit international d'ultra-triathlon depuis 2018.
| Année | Compétition                        | Pays      | Position      | Temps            |
| ----- | ---------------------------------- | --------- | ------------- | ---------------- |
| 2021  | 5 X Manuel Doblado                 | Mexique   | Médaille d'or | 67 h 58 min 1 s  |
| 2019  | 2 X Panevėžys                      | Lituanie  | Médaille d'or | 18 h 44 min 38 s |
| 2018  | 3 X Triple-Ultra-Triathlon Lensahn | Allemagne | Médaille d'or | 30 h 48 min 57 s |